# Aleksander Andryszak
Aleksander Andryszak (ur. 14 marca 1955 w Inowrocławiu, zm. 6 listopada 2009 w Bydgoszczy) – polski polityk, urzędnik państwowy, poseł na Sejm II kadencji.

## Życiorys
Syn Stanisława i Marianny. W 1979 ukończył studia na Wydziale Rolniczym Akademii Techniczno-Rolniczej w Bydgoszczy. Działał w Związku Zawodowym Pracowników Rolnictwa RP, był wieloletnim przewodniczącym zarządu okręgu i członkiem władz krajowych tej organizacji.
W latach 1993–1997 sprawował mandat posła na Sejm, wybranego z listy Sojuszu Lewicy Demokratycznej. W 1997 nie uzyskał ponownie mandatu.
Pracował później w Agencji Nieruchomości Rolnych jako dyrektor Zespołu Gospodarowania Zasobem, w 2004 był p.o. dyrektora oddziału ANR w Warszawie.
W 1997 otrzymał Złoty Krzyż Zasługi.
Pochowany na cmentarzu katolickim św. Wincentego à Paulo w Bydgoszczy.